# لوسي ماك سميث
لوسي ماك سميث (بالإنجليزية: Lucy Mack Smith)‏ هي كاتِبة أمريكية، ولدت في 8 يوليو 1775 في غيلسوم في الولايات المتحدة، وتوفيت في 14 مايو 1856 في ناوفو في الولايات المتحدة.
وهي والدة جوزيف سميث ، مؤسس حركة Latter Day Saint. اشتهرت بكتابتها مذكرات جوزيف سميث نبي المورمون واسكتشات السيرة الذاتية له ، وأسلافه لأجيال عديدة ، وكانت قائدة مهمة للحركة خلال حياة جوزيف.

## روابط خارجية
- لوسي ماك سميث على موقع ميوزك برينز (الإنجليزية)